# Pogoniopsis
Pogoniopsis är ett släkte av orkidéer. Pogoniopsis ingår i familjen orkidéer.
Kladogram enligt Catalogue of Life:
| Pogoniopsis | \| \| Pogoniopsis nidus-avis \| \| \| \| \| \| Pogoniopsis schenkii \| \| \| \| |
|             | \| \| Pogoniopsis nidus-avis \| \| \| \| \| \| Pogoniopsis schenkii \| \| \| \| |
|             | Pogoniopsis nidus-avis                                                          |
|             |                                                                                 |
|             | Pogoniopsis schenkii                                                            |
|             |                                                                                 |

## Bildgalleri

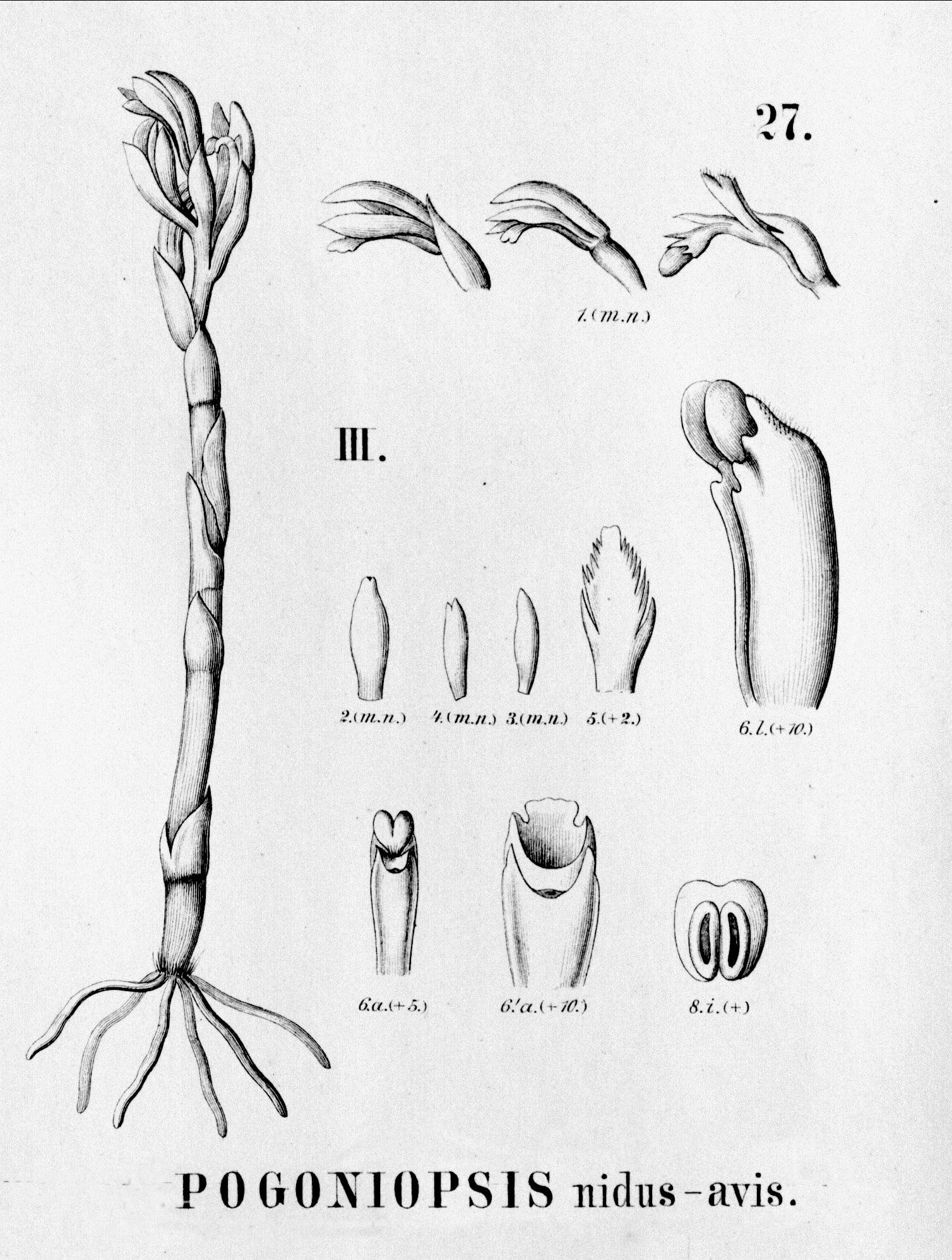